# Tobruk Air
Tobruk Air Transporte y Carga, más conocida como Tobruk Air, fue una aerolínea de carga Libia.
Su base se encontraba en el aeropuerto de Tobruk Gamal Abdel Nasser (renombrado como Tobruk International Airport en 2013), en Tobruk, capital del distrito de Al Butnan. 
En sus operaciones la aerolínea empleó, entre otras, las aeronaves Boeing 707-321C y Antonov An-24RV.